# A Bahama-szigetek a 2011-es úszó-világbajnokságon
A Bahama-szigetek a 2011-es úszó-világbajnokságon három úszóval vett részt.

## Úszás
Férfi
| Versenyző     | Esemény                        | Selejtező | Selejtező | Elődöntő          | Elődöntő          | Döntő             | Döntő             |
| Versenyző     | Esemény                        | Idő       | Helyezés  | Idő               | Helyezés          | Idő               | Helyezés          |
| ------------- | ------------------------------ | --------- | --------- | ----------------- | ----------------- | ----------------- | ----------------- |
| Elvis Burrows | Férfi 50 méteres gyorsúszás    | 23.14     | 37        | Nem jutott tovább | Nem jutott tovább | Nem jutott tovább | Nem jutott tovább |
| Elvis Burrows | Férfi 50 méteres pillangóúszás | 24.35     | 28        | Nem jutott tovább | Nem jutott tovább | Nem jutott tovább | Nem jutott tovább |

Női
| Versenyző                  | Esemény                      | Selejtező | Selejtező | Elődöntő          | Elődöntő          | Döntő             | Döntő             |
| Versenyző                  | Esemény                      | Idő       | Helyezés  | Idő               | Helyezés          | Idő               | Helyezés          |
| -------------------------- | ---------------------------- | --------- | --------- | ----------------- | ----------------- | ----------------- | ----------------- |
| Arianna Vanderpool-Wallace | Női 50 méteres gyorsúszás    | 25.28     | 15 Q      | 25.05             | 8 Q               | 24.79             | 7                 |
| Arianna Vanderpool-Wallace | Női 100 méteres gyorsúszás   | 54.51     | 11 Q      | 54.46             | 10                | nem jutott tovább | nem jutott tovább |
| Alana Dillette             | Női 50 méteres hátúszás      | 29.97     | 42        | Nem jutott tovább | Nem jutott tovább | Nem jutott tovább | Nem jutott tovább |
| Alana Dillette             | Női 100 méteres hátúszás     | 1:04.27   | 42        | Nem jutott tovább | Nem jutott tovább | Nem jutott tovább | Nem jutott tovább |
| Alana Dillette             | Női 50 méteres pillangóúszás | 27.98     | 34        | Nem jutott tovább | Nem jutott tovább | Nem jutott tovább | Nem jutott tovább |